# Стронг, Роуленд
Роуленд Стронг (англ. Rowland Strong; 1865 — 1924) — британский журналист. Брат епископа Томаса Стронга.
Получил образование в Германии. В возрасте 21 года стал берлинским корреспондентом «Таймс». В дальнейшем на протяжении многих лет работал в Париже как корреспондент различных британских изданий: The Observer, The Morning Post, Pall Mall Gazette и др. Наиболее заметной страницей в журналистской деятельности Стронга стала его роль в Деле Дрейфуса: в газете The Observer в 1898 году была опубликована его статья, основанная на беседах с бывшим французским военным Фердинандом Эстерхази, в ходе которых Эстерхази признался Стронгу, что бумага, на основании которой Дрейфус был обвинён, в действительности была написана его рукой; статья была на следующий день перепечатана во Франции.
Стронг опубликовал пользовавшийся широкой популярностью путеводитель «Где и как поужинать в Париже» (англ. Where and How to Dine in Paris; 1900), помимо ресторанного гида содержавший также обзор парижских гостиниц, театров и т. п., а также две книги заметок и воспоминаний о Париже: «Парижские новинки» (англ. Sensations of Paris; 1912) и «Дневник английского посланца во Франции в течение 22 военных недель» (англ. The diary of an English resident in France during twenty-two weeks of war time; 1915). В соавторстве напечатал также книжку рассказов о животных для детей и книгу о памятниках Венеции. Входил в парижский круг общения Оскара Уайлда в последний период его жизни, познакомил последнего с Эстерхази.